# مدیر دانلود

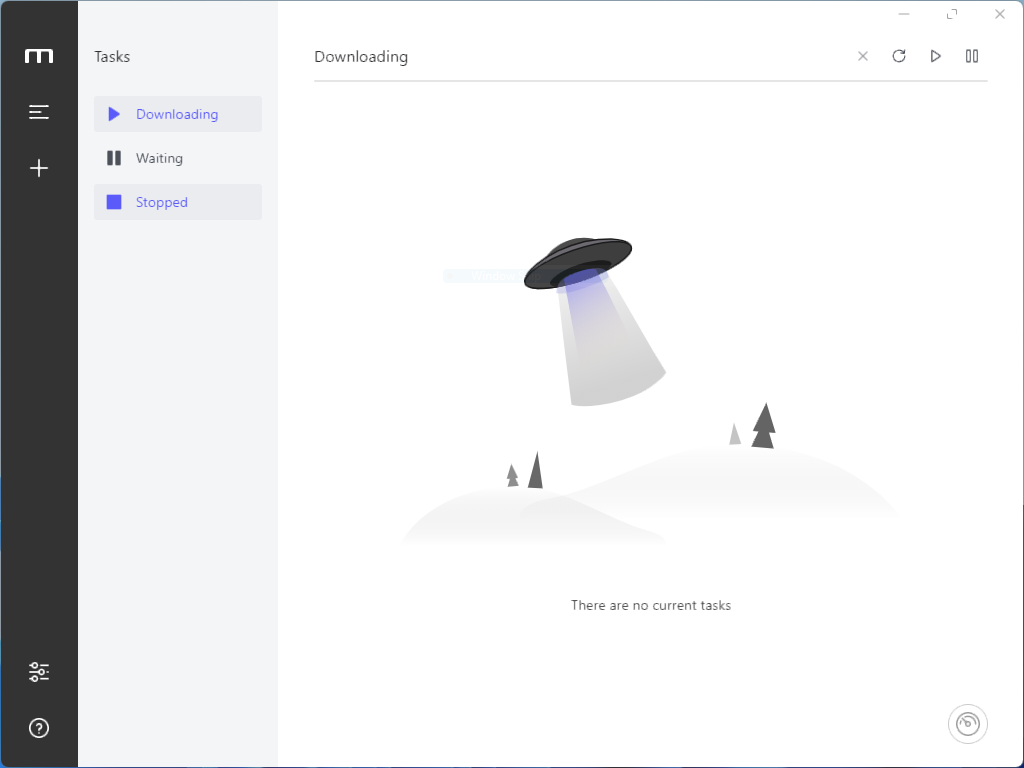
نرم افزار مدیریت دانلود موتریکس

مدیر دانلود یا دانلود منیجر (به انگلیسی: Download manager) نرم‌افزاری است که برای انجام عملیات بارگیری فایل‌ها و در بعضی مواقع بارگذاری فایل‌ها مورد استفاده قرار می‌گیرد. یک دانلود منیجر باید وسیله‌ای فراهم کند تا از خطاها بدون اتلاف کاری که دانلودش تمام شده، بازیابی نماید، و بتواند اختیار تکه‌تکه‌کردن فایل دانلودی به ۲بخش یا بیش‌تر را به کاربر بدهد. این کار (تکه‌تکه‌سازی) در موازات دانلود انجام شده و به‌طور پنهانی فرایند دانلود را حتی با وجود محدودیت‌های پهنای باند تسریع می‌کند. (تعدادی از سِرورها هستند که جلوی جابه‌جایی فایل در تکه‌های موازی را گرفته‌اند، دلیل آن‌ها برای این‌کار این است که گنجایش سرور باید به‌طور یک‌سان به همهٔ کاربران داده شود) نام فایل‌هایی که به‌طور موازی دانلود می‌شوند، چندمنبعه (به انگلیسی: Multi-source) است.
این برنامه با مرورگر وب که برای مرور صفحات وب به‌کار می‌رود تفاوت دارد. چون جابه‌جایی فایل‌ها میان رایانه و اینترنت، هدف فرعی مرورگر وب است.

## ویژگی‌ها
دانلود منیجرها معمولاً یک یا چندتا از ویژگی‌های زیر را دارند:
- توقف موقتی دانلود فایل‌های بزرگ.
- ادامهٔ دانلودهای شکسته‌شده یا متوقف (به‌ویژه برای فایل‌های خیلی بزرگ).
- دانلود فایل‌ها در اتصال‌های ضعیف.
- دانلود چند فایل از یک سایت به‌صورت خودکار با استفاده از قوانین ساده (گونهٔ فایل‌ها، فایل‌های به‌روزشده و غیره - مرورگر آفلاین را هم ببینید).
- دانلودهای برگشتی خودکار (معکوس‌کردن).
- دانلودهای زمان‌بندی‌شده (شامل قطع خودکار اتّصال و خاموش‌کردن رایانه).
- جستجو برای سایت‌های آینه، و دسترسی به اتصال‌های مختلف برای دانلود سریع‌تر همان فایل (دانلود تکه‌تکه).
- پهنای باند کاربردی تغییرپذیر.
- ساخت خودکار زیرپوشه.

## افزایش سرعت دانلود
سرعت بخشی به دانلود یا دانلود چند تکه روشی است که در نرم‌افزارهای مدیر دانلود برای دریافت فایل از سرور استفاده می‌شود. از این طریق یک فایل به چند تکه تقسیم شده و به‌طور همزمان از چند سرور دریافت می‌شود.